# Kazimierz Błaszczyk
Kazimierz Błaszczyk (ur. 15 stycznia 1935 w Podkłokocku, zm. 8 kwietnia 2024) – polski polityk, nauczyciel, fizyk, poseł na Sejm X kadencji.

## Życiorys
Ukończył w 1958 studia z zakresu fizyki na Wydziale Matematyczno-Fizycznym Uniwersytetu Warszawskiego. Pracował w jako nauczyciel fizyki w liceach ogólnokształcących w Bieżuniu, Wymyślinie i Tczewie, a od 1972 w Wałczu. W latach 1951–1981 należał do Polskiej Zjednoczonej Partii Robotniczej. Na początku lat 80. tworzył tam struktury „Solidarności”, został przewodniczącym lokalnej sekcji pracowników oświaty i wychowania związku. Po wprowadzeniu stanu wojennego internowany, zwolniono go jednak po kilkunastu dniach z uwagi na zły stan zdrowia.
W 1989 organizował miejski i okręgowy komitet Polskiej Partii Socjalistycznej w Wałczu. W tym samym roku został posłem na Sejm kontraktowy w okręgu pilskim z ramienia Komitetu Obywatelskiego. W trakcie kadencji przeszedł do Solidarności Pracy. Zasiadał m.in. w Komisji Edukacji, Nauki i Postępu Technicznego oraz Komisji Administracji i Spraw Wewnętrznych. W 1991 nie ubiegał się o reelekcję i wycofał z działalności politycznej. Przeszedł na rentę, a następnie na emeryturę.
W 1978 odznaczony Złotym Krzyżem Zasługi.